# Groutiella tuberculata
Groutiella tuberculata là một loài rêu trong họ Orthotrichaceae. Loài này được B.H. Allen & I. Holz mô tả khoa học đầu tiên năm 2002.